# Aleksandr Vladimirovič Surin
Aleksandr Vladimirovič Surin (Mosca, 10 dicembre 1939 – Mosca, 13 novembre 2015) è stato un regista sovietico.

## Filmografia parziale

### Regista
- Dva dnja trevogi (1973)
- Strach vysoty (1975)
- Territorija (1978)
- Saška (1981)